# Ljubatovica
Ljubatovica (cyr. Љубатовица) – wieś w Serbii, w okręgu pirockim, w gminie Bela Palanka. W 2011 roku liczyła 32 mieszkańców.